# Cultrichthys compressocorpus
Cultrichthys compressocorpus es una especie de pez de la familia de los
Cyprinidae en el orden de los Cypriniformes.

## Morfología
Los machos pueden llegar alcanzar los 31,6 cm de longitud total.

## Hábitat
Es un pez de agua dulce y de clima templado.

## Distribución geográfica
Se encuentran en Asia: lagos Xinkaihu y Jingbohu rn la China.